# Impatiens uncinata
Impatiens uncinata är en balsaminväxtart som beskrevs av Robert Wight. Impatiens uncinata ingår i släktet balsaminer, och familjen balsaminväxter. Inga underarter finns listade i Catalogue of Life.